# Mariangela Rosolen
Mariangela Rosolen, all'anagrafe Angela Maria Rosolen (Colle Umberto, 10 luglio 1937), è una sindacalista e politica italiana.

## Biografia
Nata e cresciuta in una buona famiglia della provincia di Treviso, dopo una crisi economica familiare si trasferisce prima a Milano e poi a Torino per lavorare. Assunta come impiegata presso gli uffici direzionali della Fiat alla fine degli anni '50, comincia un pionieristico impegno sindacale e per i diritti delle donne che la porterà a militare nel Partito Comunista.
Viene eletta per la prima volta nel consiglio comunale di Torino nel giugno 1975; l'anno successivo, il PCI la candida alla Camera dei deputati nel collegio di Torino, dove risulta eletta e dove viene riconfermata nel 1979 anche per la successiva legislatura. Lasciato il Parlamento, nel 1985 viene eletta nel consiglio provinciale di Torino; negli stessi anni ricopre per un certo periodo anche la carica di vicesindaco di Orbassano.
Nel 1991, allo scioglimento del PCI, aderisce a Rifondazione Comunista, sotto il cui simbolo nel 1997 viene nuovamente eletta nel consiglio comunale di Torino, nella coalizione a sostegno del sindaco Castellani. Nell'ottobre 1998, in seguito alla spaccatura interna a Rifondazione legata alla caduta del governo Prodi I, aderisce al nuovo partito dei Comunisti Italiani.
Lasciato il consiglio comunale nel 2001, la sua attività politica prosegue fuori dalle istituzioni, in particolare nei movimenti per i beni comuni e per l'acqua pubblica, prima sostenendo la campagna che porterà ai referendum del 2011 e poi combattendo per la loro piena attuazione.